# Rainhardt von Leoprechting
Rainhardt Freiherr von Leoprechting (* 23. August 1950) ist ein deutscher Manager.

## Wirken
Leoprechting studierte Rechtswissenschaften und wurde 1977 mit der Dissertation Die neue Rohrwaffen-Artillerie-Munition im Lichte des I. Genfer Zusatzprotokolles vom 12. Dezember 1977 an der Universität Würzburg promoviert. In Würzburg wurde er auch Mitglied der Landsmannschaft Teutonia Würzburg. Danach wirkte er 25 Jahre in Führungsfunktionen bei der Metro Group. Ferner bekleidet er Vorsitzfunktionen in mehreren Verbänden und Organisationen. Für sein Engagement überreichte ihm am 5. Februar 2013 der Wirtschaftsminister von Nordrhein-Westfalen, Garrelt Duin, das Bundesverdienstkreuz 1. Klasse.
Rainhardt von Leoprechting lebt in Mönchengladbach, ist verheiratet und hat einen Sohn und eine Tochter.

### Ehrenamtliche Tätigkeiten
- 2014–2017: Vorstandsvorsitzender der DGUV[5][6]
- 2009–2012: Präsident des europäischen Handelsverbands EuroCommerce
- 2008–2021: Vorstandsvorsitzender der Berufsgenossenschaft Handel und Warenlogistik[7]
- seit 2006: Präsident der Türkisch-Deutschen Industrie- und Handelskammer
- 2005–2011: Vorsitzender des Beirats der Deutschen Pfandsystem GmbH